# خون رینی (فیلم)
خون رینی (به انگلیسی: BloodRayne) فیلمی اکشن به نویسندگی گوینویر ترنر و کارگردانی اووه بول محصول سال ۲۰۰۵ آمریکا است که بر اساس بازی ویدئویی به همین نام از شرکت ترمینال ریالیتی ساخته شده است. از بازیگران آن می‌توان به کریستانا لوکن، مایکل مدسن، بن کینگزلی، متیو دیویس، بیلی زین، اودو کی‌یر، مایکل پاری، میت لوف و میشل رودریگز اشاره کرد. خون راینی، فیلمی باموضوع خون آشامی است. رین (کریستانا لوکن) دختری است که نیمی خون‌آشام (پدرش) و نیمی انسان (مادرش) است. او می‌خواهد انتقام مادرش را از خون‌آشام‌ها و پدرش بگیرد.
نمایش افتتاحیه جهانی خون رینی در ۲۳ اکتبر ۲۰۰۵ و در جشنواره فیلم آستین بود و سپس در ۶ ژانویه ۲۰۰۶ در ایالات متحده و در ۱۴ سپتامبر ۲۰۰۶ در آلمان اکران شد. فیلم با واکنش‌های منفی از سوی منتقدان همراه بود و ۳٫۷ میلیون دلار در سراسر جهان فروش کرد در حالی که ۲۵ میلیون دلار بودجه ساخت آن بوده است.